# Dolores Huerta
Dolores Clara Fernández Huerta (Dawson, 10 de abril de 1930) é uma ativista pelos direitos civis e ex-líder sindical norte-americana, cofundadora da Associação Nacional de Camponeses, que mais tarde se juntou ao Sindicato Geral de Camponeses (United Farm Workers). Huerta recebeu inúmeros prêmios por seu serviço comunitário e por sua defesa dos direitos dos trabalhadores, dos imigrantes e das mulheres, incluindo o Prêmio de Excelência Eugene V. Debs, o Prêmio de Direitos Humanos Eleanor Roosevelt e a Medalha Presidencial da Liberdade.
Uma inspiração para a comunidade latina dos Estados Unidos, Dolores Huerta é tema de muitos murais.

## Primeiros anos
Nascida no dia 10 de abril de 1930, em Dawson, Novo México, Dolores é filha de Juan Fernández — um mineiro e camponês — e Alicia Chávez. Ela foi a segunda criança e a única filha do casal, que se divorciou quando a menina tinha três anos de idade. Alicia criou Dolores e seus dois irmãos, na região central da Califórnia, na comunidade rural de Stockton. Em uma entrevista Dolores Huerta declarou: "A principal pessoa na minha vida foi a minha mãe. Ela era uma mulher inteligente e muito gentil".
O ativismo comunitário de Huerta começou quando ela era estudante na Stockton High School. Foi ativa em vários clubes de escola e  uma dedicada girl scout até os 18 anos. Em seguida, frequentou o  Stockton College da Universidade do Pacífico (que mais tarde se tornou o San Joaquin Delta Community College), onde se formou em pedagogia. Depois de lecionar gramática, Huerta decidiu dedicar-se profissionalmente ao ativismo:
Eu não podia tolerar ver as crianças vindo à aula com fome e precisando de sapatos. Pensei que eu seria mais útil organizando os trabalhadores rurais do que tentando dar aulas a seus filhos famintos.

## Trajetória de ativista

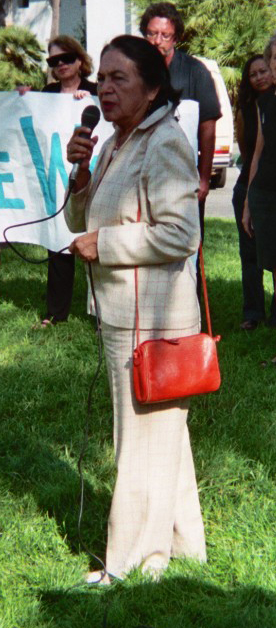
Dolores Huerta durante comício em Santa Bárbara (Califórnia), em 24 de setembro de 2006.

Em 1955, Dolores Huerta começou oficialmente a sua carreira como ativista, ajudando Frank Ross a iniciar e fundar o Capítulo de Stockton da Organização de Serviços Comunitários, que lutava por melhorias econômicas para os latinos. Em 1960, foi cofundadora da Associação dos Trabalhadores Agrícolas que pressionou os governos locais para melhorias em bairros agrícolas. Em 1962, ela cofundou a Associação Nacional dos Camponeses com César Chávez, que mais tarde se tornaria a Comissão Organizadora da União dos Trabalhadores do Campo. Mais tarde participou da Union Farm Workers.
Em 5 de junho de 1968, Huerta ficou ao lado de Robert F. Kennedy, em Los Angeles, quando ele discursou sobre sua vitória eleitoral. Momentos após o fim do discurso, houve um tiroteio no local, e cinco pessoas foram baleadas, inclusive Kennedy, que morreu em decorrência dos ferimentos, em 6 de junho.
Huerta é presidenta da Fundação Dolores Huerta, que ela fundou em 2002. A Dolores Huerta é uma organização 501(c)(3) "para o benefício da organização popular da comunidade, atraindo e desenvolvendo líderes naturais.

## Homenagens
Em 1997, Dolores Huerta foi apontada como uma das três mulheres mais importantes do ano, pela revista Ms.. Em 1998, ela recebeu, do Presidente Bill Clinton, o Prêmio Eleanor Roosevelt de Direitos Humanos. No mesmo ano, Ladies' Home Journal reconheceu-a como uma das 100 Mulheres Mais Importantes do Século XX.
Em 29 de maio de 2012, ela recebeu, do Presidente Barack Obama, a Medalha Presidencial da Liberdade.

## Filmografia
Dolores Huerta é um dos temas do filme de Sylvia Morales, A Crushing Love (2009), continuação de Chicana (1979).
Ela também foi representada pela atriz e ativista Rosario Dawson, no filme Cesar Chavez (2014), de Diego Luna.
Sua trajetória de lutas como líder sindicalista e ativista pelos direitos das trabalhadoras e trabalhadores rurais chicanos é tema do documentário Dolores, de 2017. 